# Talalajiwka (Nischyn)
Talalajiwka (ukrainisch Талалаївка; russisch Талалаевка Talalajewka) ist ein Dorf im Süden der ukrainischen Oblast Tschernihiw mit etwa 2200 Einwohnern.

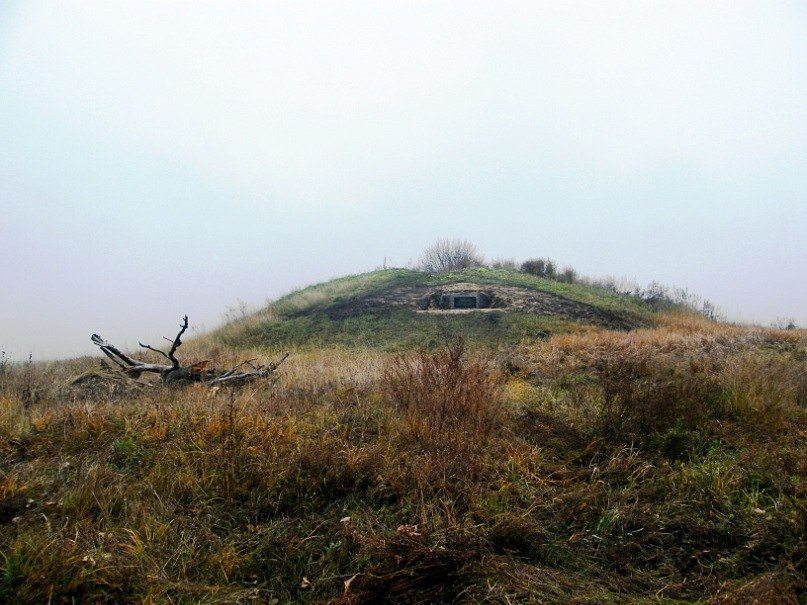
Kurgan-Grabhügel beim Ort

Das Dorf wurde 1627 zum ersten Mal schriftlich erwähnt und liegt südlich des Flusses Wjunyzja (В'юниця) an der ukrainischen Regionalstraße R-67, 11 Kilometer südlich der Rajonshauptstadt Nischyn und 74 Kilometer südöstlich der Oblasthauptstadt Tschernihiw.

## Verwaltungsgliederung
Am 21. Juni 2019 wurde das Dorf zum Zentrum der neugegründeten Landgemeinde Talalajiwka (Талалаївська сільська громада/Talalajiwska silska hromada). Zu dieser zählen auch die 14 in der untenstehenden Tabelle aufgelisteten Dörfer, bis dahin bildete es zusammen mit den Dörfern Chwyliwka und Lustiwka die gleichnamige Landratsgemeinde Talalajiwka (Талалаївська сільська рада/Talalajiwska silska rada) im Süden des Rajons Nischyn.
Folgende Orte sind neben dem Hauptort Talalajiwka Teil der Gemeinde:
| Name                     | Name          | Name                             |
| ukrainisch transkribiert | ukrainisch    | russisch                         |
| ------------------------ | ------------- | -------------------------------- |
| Besuhliwka               | Безуглівка    | Безугловка (Besuglowka)          |
| Bidyn                    | Бідин         | Бедин (Bedin)                    |
| Chomiwka                 | Хомівка       | Хомовка (Chomowka)               |
| Chwyliwka                | Хвилівка      | Хвылевка (Chwylewka)             |
| Kalyniwka                | Калинівка     | Калиновка (Kalinowka)            |
| Krawtschycha             | Кравчиха      | Кравчиха (Krawtschicha)          |
| Kropywne                 | Кропивне      | Крапивное (Krapiwnoje)           |
| Kuryliwka                | Курилівка     | Куриловка (Kurilowka)            |
| Lustiwka                 | Лустівка      | Лустовка (Lustowka)              |
| Nischynske               | Ніжинське     | Нежинское (Neschinskoje)         |
| Paschkiwka               | Пашківка      | Пашковка (Paschkowka)            |
| Syndarewske              | Синдаревське  | Синдаревское (Sindarewskoje)     |
| Welyka Doroha            | Велика Дорога | Великая Дорога (Welikaja Doroga) |